# ニコライ・ゴリツィン
ニコライ・ドミトリエヴィッチ・ゴリツィン公爵（ロシア語: Князь Никола́й Дми́триевич Голи́цын, 英語: Prince Nikolai Dmitriyevich Golitsyn, 1850年4月12日 - 1925年7月2日）は、ロシア帝国の政治家。ロシア帝国最後の首相（在任期間：1917年1月9日 - 3月12日）。ロシア有数の名門貴族ゴリツィン公爵家の一門である。

## 生涯

### 官僚
1850年にモスクワ県モジャイスキー郡で生まれ、ドロゴブズスキー地区で幼少期を過ごした。1871年にツァールスコエ・セロー・リツェイを卒業して内務省に入省し、ポーランド領に赴任した。その後はアルハンゲリスク副知事（1879年）、内務省経済部副部長（1884年）、アルハンゲリスク知事（1885年）、カルーガ知事（1893年）、トヴェリ知事（1897年）を歴任した。
1903年にロシア帝国国家評議会議員に任命されるが、高齢のため会議中に頻繁に居眠りをすることがあったという。1907年から1908年にかけて発生した飢饉に際しては、赤十字全権として被害を受けた地域の救済のために奔走した。1915年からは、第一次世界大戦で捕虜となったロシア兵を支援する委員会の委員長に就任した。また、アレクサンドラ皇后のチャリティー委員会の副委員長の一人でもあった。

### 最後の首相

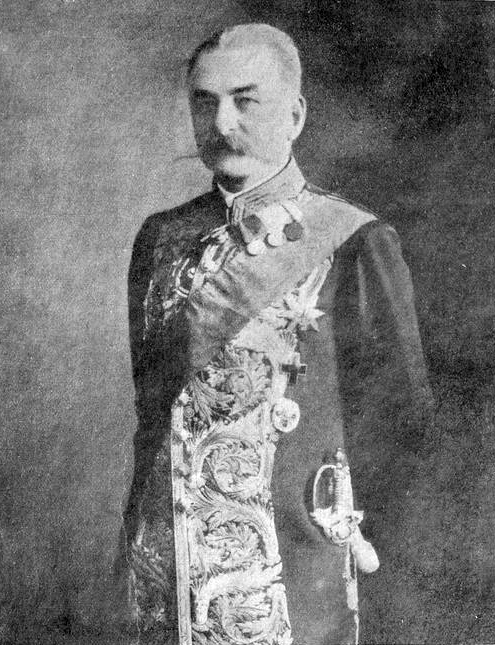
ゴリツィン公爵

1917年1月7日（ユリウス暦1916年12月27日）に、首相アレクサンドル・トレポフは、アレクサンドラやグリゴリー・ラスプーチンが支持するアレクサンドル・プロトポポフの内務大臣続投を巡り対立し解任され、1月9日（ユリウス暦1916年12月29日）にゴリツィンが後任の首相に任命された。ゴリツィンは準備不足を理由に固辞したが、ニコライ2世に拒否されている。ゴリツィンは首相就任後、ニコライ2世の意向に反して教育大臣パーヴェル・イグナチェフ、軍需大臣ドミトリー・シュワエフを罷免した。
3月8日（ユリウス暦2月23日）に二月革命が発生するが、ゴリツィンは暴動を抑えることが出来ずにいた。ペトログラードではゴリツィン内閣の求心力は失われ、ドゥーマとペトログラード・ソヴィエトが権力を掌握していた。ニコライ2世はロシア軍に暴動の鎮圧を命令するが、これに反してロシア軍の一部から暴動側に寝返る部隊が現れた。これに対し、ドゥーマ議長ミハイル・ロジャンコはゴリツィン内閣に代わる新内閣の発足を求めるが、ニコライ2世はこれを拒否してドゥーマを解散させたが、ロジャンコは解散を拒否してロシア国会臨時委員会を樹立した。
3月11日（ユリウス暦2月27日）にゴリツィンはマリインスキー宮殿で閣議を開き内閣総辞職を決定し、ニコライ2世に辞表を提出した。これを受け、ロジャンコはゴリツィン内閣の閣僚や政府高官の逮捕を指示した。逮捕されたゴリツィンは、翌12日にペトロパヴロフスク要塞に収監され尋問を受けた。3月16日（ユリウス暦3月3日）には臨時委員会に代わり、ゲオルギー・リヴォフを首相とするロシア臨時政府が樹立された。
十月革命後に釈放されたゴリツィンはロシアに留まり、靴の修理と菜園の維持管理で生計を立てた。しかし、OGPUからは危険人物として監視され続け、1920年から1924年の間に反革命の容疑で二度逮捕されている。1925年2月25日に三度目の逮捕を受け、「反革命運動を組織した」という理由により7月2日にレニングラードで処刑された。2004年に名誉回復されている。

## 家族
1881年4月7日にエフゲーニア・アンドレエーヴナ・フォン・グリュンベルク（1864年-1934年）と結婚し、6人の子供をもうけた。妻子は革命後にフランスに亡命している。
- ドミトリー・ニコラエヴィチ（1882年-1928年） - 1919年にアメリカ人画家のフランシス・シンプソン・スティーヴンス（英語版）と結婚。
- ニコライ・ニコラエヴィチ（1883年-1931年） - 1931年にロシアで処刑。
- アレクサンドル・ニコラエヴィチ（1885年-1975年） - フランスに亡命後、ピョートル大公の娘マリナ・ペトロヴナと結婚[3]。
- エフゲニー・ニコラエヴナ（1888年-1928年）
- ソフィア・ニコラエヴナ（1886年-1891年）
- オルガ・ニコラエヴナ（1891年-1892年）